# 親和性成熟
免疫学において、親和性成熟（しんわせいせいじゅく）とは、TFH細胞で活性化されたB細胞が、免疫反応の過程で抗原に対する親和性を高めた抗体を産生する過程を指す。同じ抗原に繰り返し曝されると、宿主は次々とより親和性の高い抗体を産生するようになる。二次免疫応答では、一次免疫応答に比べて数倍の親和性を持つ抗体が生成される。親和性成熟は、主に胚中心B細胞の表面の免疫グロブリンで起こり、体細胞超変異（SHM）とTFH細胞による選択の直接的な結果として生じる。

## In vivo
このプロセスには、二次リンパ器官の胚中心で起こる2つの相互に関連したプロセスが関与していると考えられている。
1. 体細胞超変異：免疫グロブリン遺伝子の可変性、抗原結合性のコーディング配列（相補性決定領域（CDR）と呼ばれる）に生じる変異の事。変異率は、リンパ系以外の細胞株に比べて最大で100万倍になる。SHMの正確なメカニズムはまだ解明されていないが、活性化誘導シチジンデアミナーゼが大きな役割を果たしていると議論されている。変異率の増加により、CDR毎に1 - 2個の変異が生じ、従って、細胞の世代ごとにも変異が生じる。この変異により、結果として得られる抗体の結合特異性や結合親和性が変化する[3][4]。
2. クローン選択：SHMを受けたB細胞は、抗原の利用可能性やTFH細胞からの傍分泌など、制限された成長資源をめぐって競争しなければならない。胚中心の濾胞性樹状細胞（FDC）がB細胞に抗原を提示し、抗原への親和性が最も高いB細胞の子孫が競争上の優位性を得て、生存につながる正の選択を受ける。正選択は、TFH細胞とその同種である抗原提示胚中心B細胞との間の安定した相互作用に基づいている。胚中心に存在するTFH細胞の数は限られている為、競争力の高いB細胞のみがTFH細胞と安定的に結合し、T細胞依存性の生存シグナルを受け取る事になる。SHMを受けたものの、より低い親和性で抗原に結合するB細胞の子孫は、競争に敗れ、淘汰される。数回の淘汰を経て、分泌された抗体は抗原に対する親和性が効果的に向上する[4]。

## In vitro
自然界の原型と同様に、in vitro での親和性成熟は、突然変異と選択の原理に基づいている。in vitro 親和性成熟を用いて、抗体、抗体断片、模倣抗体や他のペプチド分子の最適化に成功している。相補性決定領域内のランダムな変異は、放射線、化学的変異原、またはエラーを起こし易く設定したPCRを用いて導入される。また、DNA鎖をシャッフルすることで、遺伝子の多様性を高める事が出来る。ファージ提示法のような手法を用いて、2 - 3回の変異と選択を繰り返すと、通常、ナノモル台前半の親和性を持つ抗体断片が得られる。

### 注
1. ↑  VH、VL鎖のどちらか一方をゲノムから切り出した断片に置き換えて親和性の高い分子を探索する方法（chain shuffling法）。